# 모토로라 56000

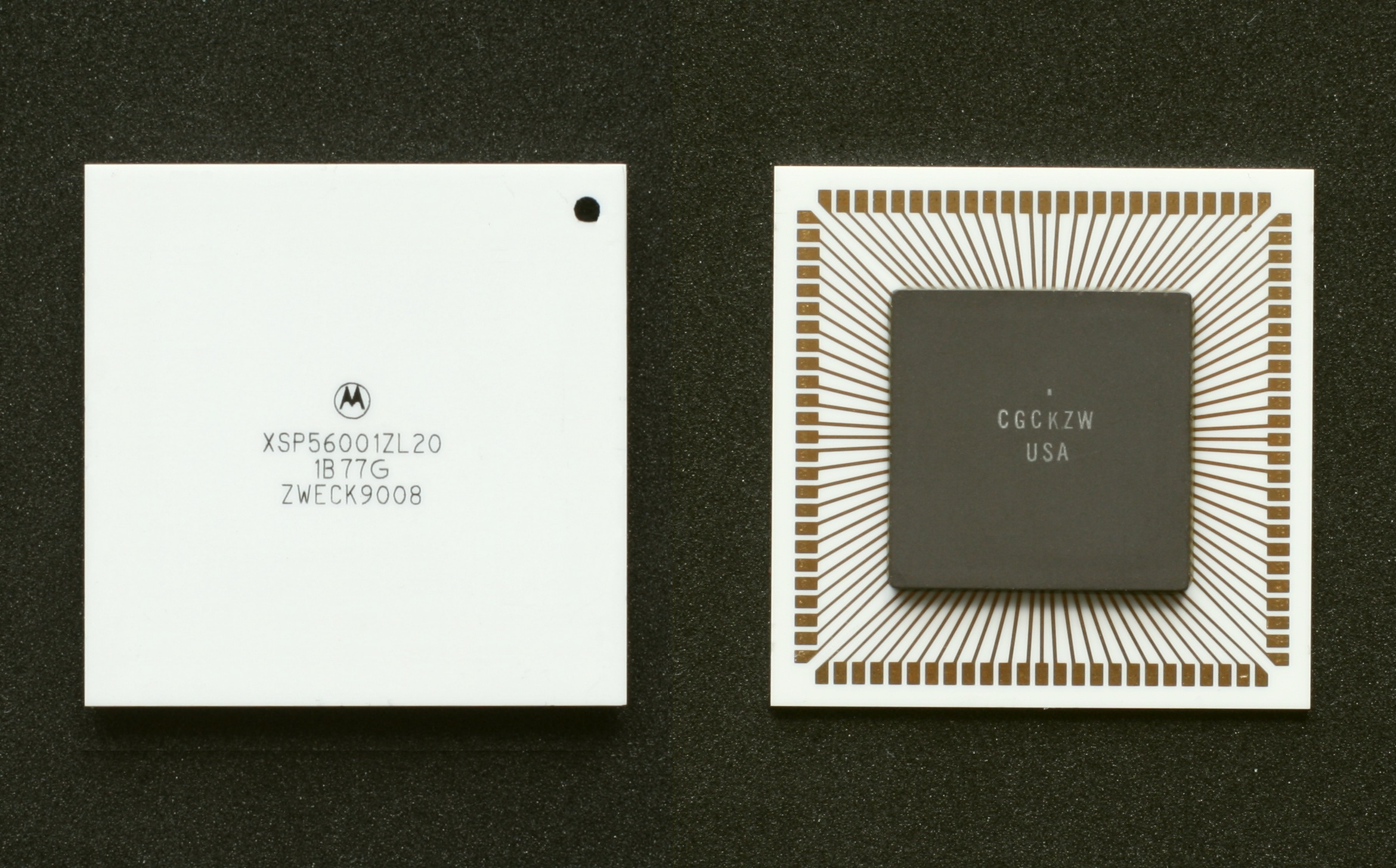
모토로라 XSP56001

모토로라 DSP56000 또는 56K은 1986년부터 모토로라 반도체(이후 프리스케일 세미컨덕터 및 NXP 반도체)에서 생산하기 시작하여 2020년대에도 후기 모델이 여전히 생산되고 있는 디지털 신호 처리 장치 (DSP) 칩 제품군이다. 56k 시리즈는 주로 임베디드 시스템의 신호 처리를 위해 고안되었으나, NeXT, Atari Falcon030, SGI 인디고 워크스테이션을 포함한 여러 초기 컴퓨터에서도 사용되었으며, 이들 모두 56001을 사용했다. 56k의 업그레이드 버전은 2004년 현재에도 오디오 장비, 레이더 시스템, 통신 장치(휴대 전화 등), 기타 다양한 임베디드 DSP 애플리케이션에 사용된다. 56000은 또한 상업적으로 성공하지 못한 업데이트된 96000의 기반으로도 사용되었다.

## 기술 개요

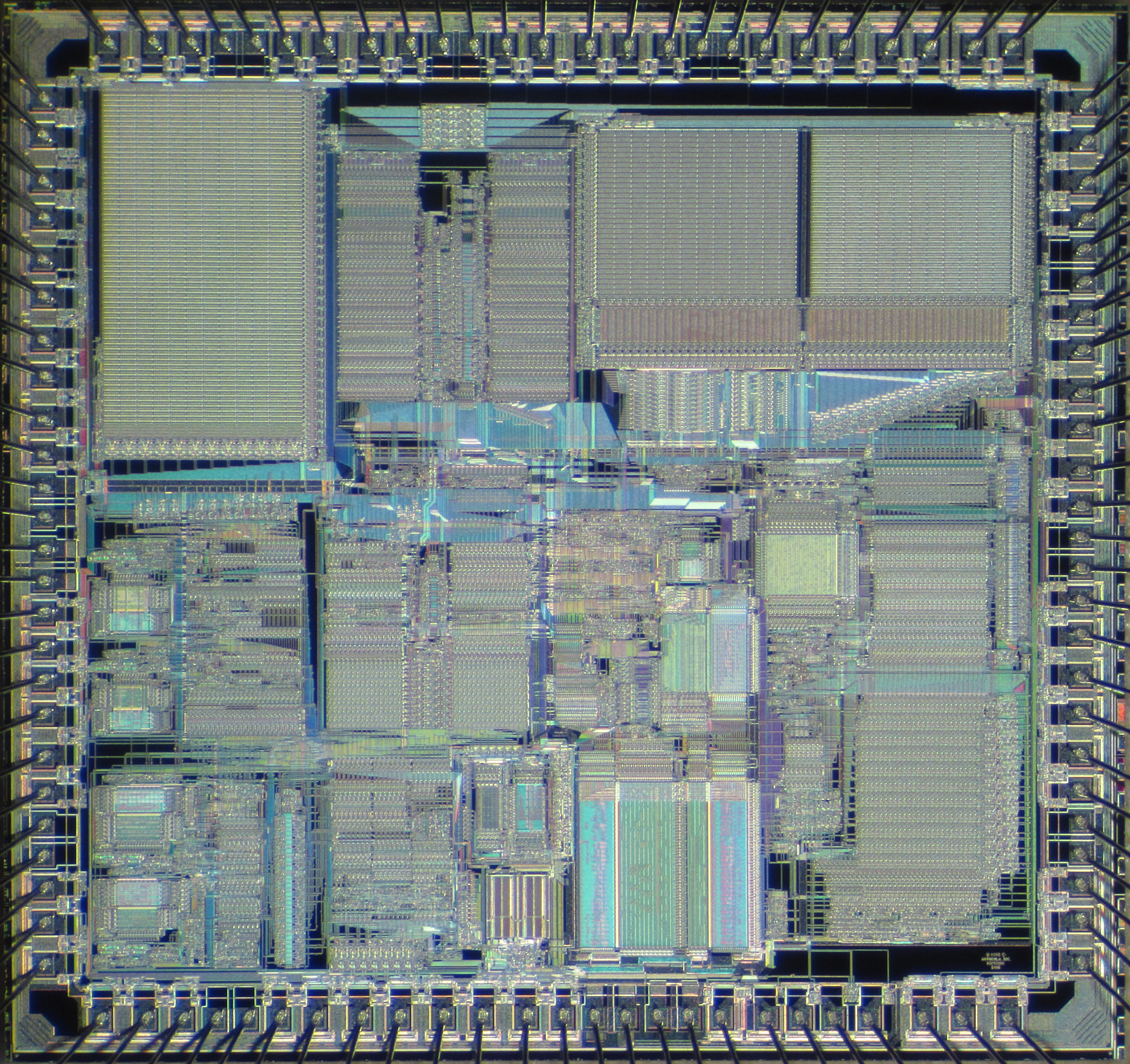
모토로라 DSP56001의 다이.

DSP56000은 고정소수점 연산을 사용하며, 24-비트 프로그램 워드와 24비트 데이터 워드를 갖는다. 두 개의 24비트 레지스터를 포함하며, 이는 단일 48비트 레지스터로도 참조될 수 있다. 또한 두 개의 56비트 누산기를 포함하며, 각 누산기에는 8비트 "확장"(일명 헤드룸)이 있다. 그 외에는 누산기가 다른 24/48비트 레지스터와 유사하다. 변형된 하버드 아키텍처 프로세서인 56k는 세 개의 메모리 공간과 버스(일부 모델에는 온칩 메모리 뱅크)를 가지며, 프로그램 메모리 공간/버스와 두 개의 데이터 메모리 공간/버스로 구성된다. 스택 영역은 "스택 메모리 공간"이라고 불리는 별도의 주소 공간에 할당되며, 주 메모리 주소 공간과는 구별된다. 서브루틴 호출 및 "긴 인터럽트" 시 사용되는 스택은 15단계 깊이를 가진다.
24비트는 56000의 주요 관심사인 오디오(사운드) 처리에서 합리적인 숫자 범위와 정밀도를 제공하기 때문에 기본 워드 길이로 선택되었다. 24비트는 144 dB의 동적 범위에 해당하며, 아날로그-디지털 변환기 (ADC) 및 디지털-아날로그 변환기 (DAC)가 20비트를 거의 초과하지 않던 1980년대에는 충분했다. 한 가지 예로 ADSL 애플리케이션에서는 필터가 일반적으로 20비트의 정확도를 요구한다. 가장 왼쪽의 4비트는 계산 시 오버플로우를 피하기 위한 충분한 헤드룸으로 간주된다.
이 프로세서는 최대 클럭 속도인 33MHz에서 초당 1,650만 명령(MIPS)을 실행할 수 있으며, 블록-부동소수점 FFT에 대한 하드웨어 지원을 갖추고 있다. 5V TTL 레벨을 사용하며 약 0.4W를 소비한다.

## 적용 및 변형

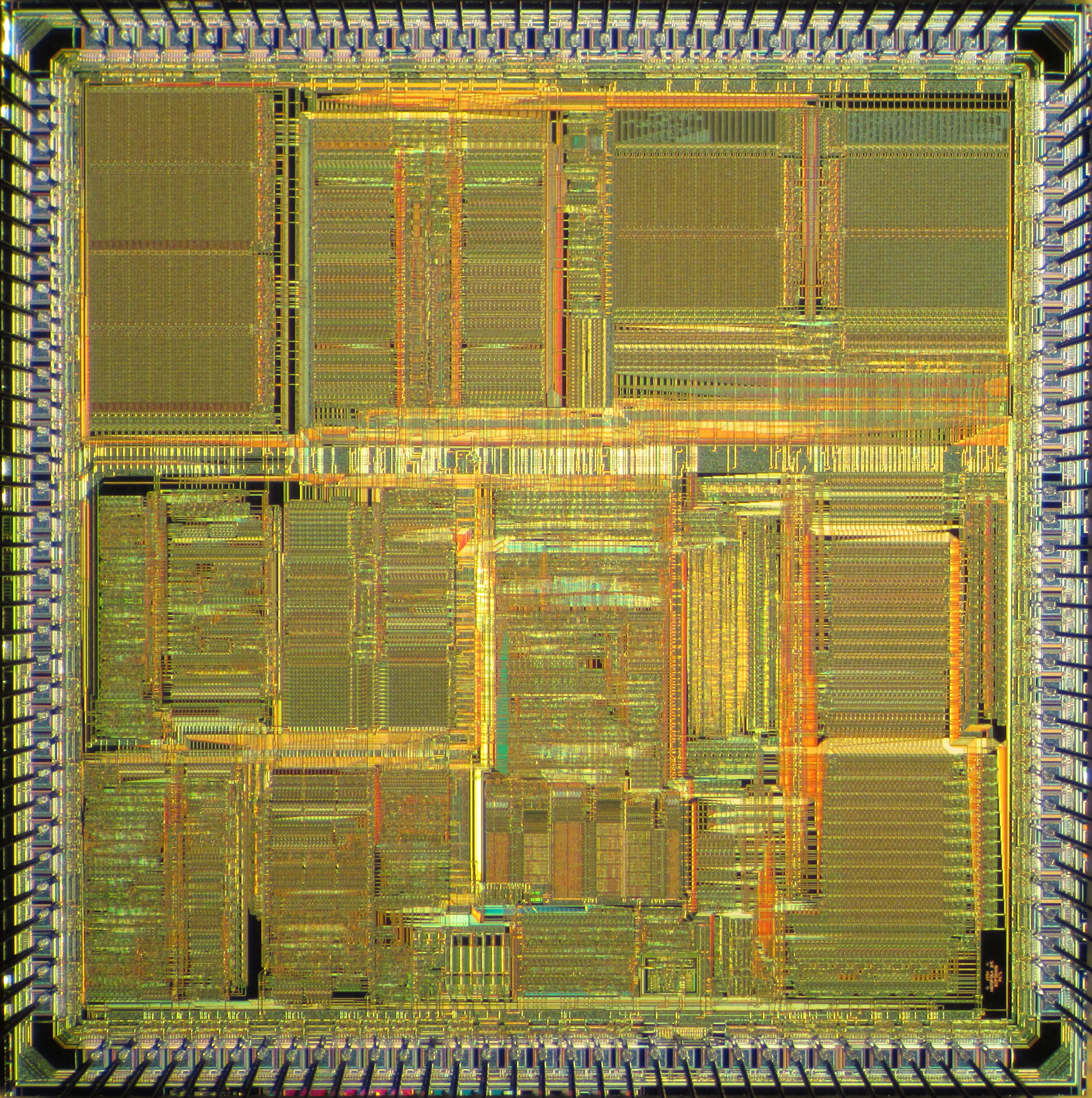
모토로라 DSP56002의 다이.

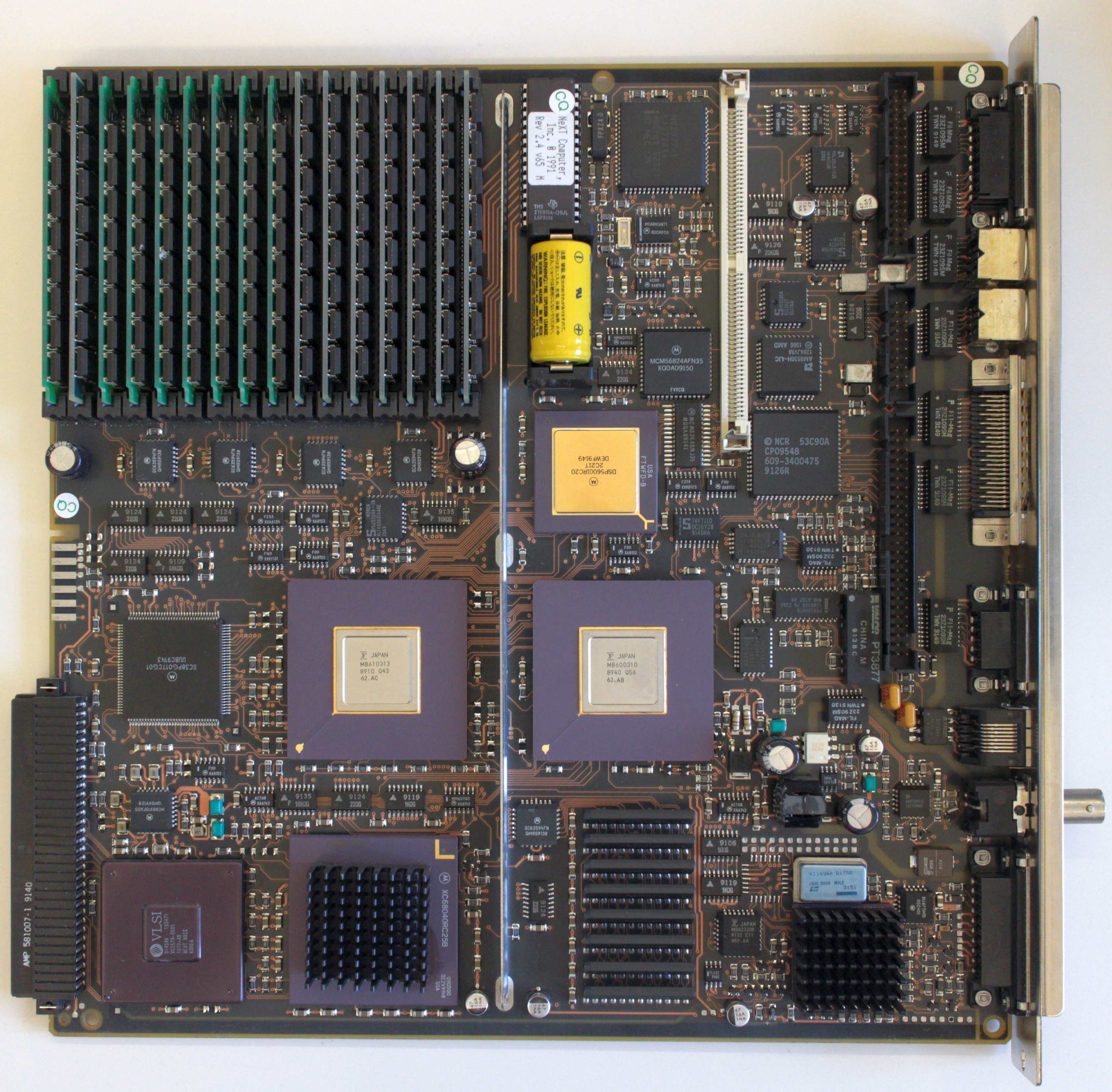
1990년 넥스트큐브의 메인보드로, 모토로라 68040 중앙 처리 장치와 모토로라 DSP56001 디지털 신호 처리 장치를 탑재하고 있다.

대부분의 설계에서 56000은 단일 작업에 전념하는데, 특수 하드웨어를 사용하는 디지털 신호 처리는 대부분 실시간이며 인터럽트를 허용하지 않기 때문이다. 시간 제약이 없는 덜 까다로운 작업을 위해서는 설계자들이 일반적으로 별도의 CPU 또는 MCU를 사용한다.
56000은 1024포인트 복소 고속 푸리에 변환 (FFT)을 59,898클럭 주기 안에 실행할 수 있으며, 33MHz에서 1.8ms가 소요된다. 이는 초당 555회 이상의 연산 속도로, MP3와 같은 상당히 발전된 오디오 코덱의 실시간 디코딩 및 인코딩을 직접 디스크 녹음 목적으로 가능하게 한다.
대부분의 데스크톱 컴퓨터 CPU에 SIMD 명령이 추가되면서 56000과 같은 전용 DSP 칩은 일부 응용 분야에서 부분적으로 사라졌지만, 통신 및 기타 전문 용도로는 계속 널리 사용되고 있다. 이를 위해 56800 시리즈는 완전한 MCU를 추가하여 단일 칩 "DSP 컨트롤러" 솔루션을 만들었으며, 그 반대의 경우인 68456은 56000을 탑재한 68000이었다.
56000의 여전히 매우 보편적인 모델은 56301로 시작하는 3세대 56300 제품군이며, 이 제품군에는 PCI 인터페이스 로직, CRC 프로세서, 오디오 컴팬더와 같이 특수 응용 하드웨어 및 펌웨어가 내장된 여러 모델이 있다. 코어 클럭 주파수는 최대 250MHz에 달했다.
56000은 C 컴파일러, 어셈블러, 명령어 집합 시뮬레이터를 포함한 포괄적인 개발 도구 세트를 제공한다.

## 더 읽어보기
56000 제품군
- DSP56000 제품군 매뉴얼 – 모토로라
- DSP56000 / DSP56001 사용자 매뉴얼 – 모토로라
- DSP56002 사용자 매뉴얼 – 모토로라
- DSP56166 사용자 매뉴얼 – 모토로라

56300 제품군
- DSP56300 제품군 매뉴얼 – NXP
- DSP56301 데이터시트 – NXP
- DSP56309 데이터시트 – NXP
- DSP56374 데이터시트 – NXP